# Machedon Comendant
Machedon Comendant a fost un politician moldovean, ales în Sfatul Țării. 

## Sfatul Țării
Machedon Comendant, de naționalitate ucrainean, a fost ales în Sfatul Țării la al treilea Congres al țăranilor.